# Ischnovalgus sulcicollis
Ischnovalgus sulcicollis är en skalbaggsart som beskrevs av Moser 1921. Ischnovalgus sulcicollis ingår i släktet Ischnovalgus och familjen Cetoniidae. Inga underarter finns listade i Catalogue of Life.